# HMS Halsted (K556)
HMS Halsted (K556), nguyên là chiếc Russell, là một tàu frigate lớp Captain của Hải quân Hoàng gia Anh hoạt động trong Chiến tranh Thế giới thứ hai. Nó nguyên được Hoa Kỳ chế tạo như chiếc Reynolds (DE-91), một tàu hộ tống khu trục lớp Buckley, và chuyển giao cho Anh Quốc theo Chương trình Cho thuê-Cho mượn (Lend-Lease) và thoạt tiên mang tên Russell trước khi được đổi thành Halsted. Tên nó được đặt theo Đô đốc Sir Lawrence Halsted (1764-1841), hạm trưởng chiếc HMS Namur (1756) và đã từng tham gia các cuộc Chiến tranh Độc lập Hoa Kỳ, Chiến tranh Cách mạng Pháp và Chiến tranh Napoleon. Nó đã phục vụ trong chiến tranh cho đến khi bị hư hại nặng do trúng ngư lôi phóng từ tàu E-boat đối phương ngoài khơi Cherbourg, Pháp vào ngày 11 tháng 6, 1944. Được xem là một tổn thất toàn bộ, con tàu được hoàn trả cho Hoa Kỳ trên danh nghĩa vào năm 1946, và cuối cùng bị bán để tháo dỡ tại Hà Lan vào năm 1946 hoặc 1947.

## Thiết kế và chế tạo
Buckley là một trong số sáu lớp tàu hộ tống khu trục được Hải quân Hoa Kỳ chế tạo nhằm đáp ứng nhu cầu hộ tống vận tải trong Thế Chiến II, sau khi Hoa Kỳ chính thức tham chiến vào cuối năm 1941. Chúng hầu như tương tự nhau, chỉ với những khác biệt về hệ thống động lực và vũ khí trang bị. Động cơ của phân lớp Backley bao gồm hai turbine hơi nước General Electric để dẫn động hai máy phát điện vận hành hai trục chân vịt, và dàn vũ khí chính bao gồm 3 khẩu pháo pháo 3 in (76 mm)/50 cal.
Những chiếc phân lớp Buckley (TE) có chiều dài ở mực nước 300 ft (91 m) và chiều dài chung 306 ft (93 m); mạn tàu rộng 37 ft 1 in (11,30 m) và độ sâu mớn nước khi đầy tải là 11 ft 3 in (3,43 m). Chúng có trọng lượng choán nước tiêu chuẩn 1.430 tấn Anh (1.450 t); và lên đến 1.823 tấn Anh (1.852 t) khi đầy tải. Hệ thống động lực bao gồm hai nồi hơi và hai turbine hơi nước General Electric công suất 13.500 mã lực (10.100 kW), dẫn động hai máy phát điện công suất 9.200 kilôwatt (12.300 hp) để vận hành hai trục chân vịt;  công suất 12.000 hp (8.900 kW) cho phép đạt được tốc độ tối đa 23 kn (26 mph; 43 km/h). Con tàu mang theo 359 tấn Anh (365 t) dầu đốt, cho phép di chuyển đến 6.000 nmi (6.900 mi; 11.000 km) ở vận tốc đường trường 12 kn (14 mph; 22 km/h).
Vũ khí trang bị bao gồm pháo 3 in (76 mm)/50 cal trên ba tháp pháo nòng đơn đa dụng (có thể đối hạm hoặc phòng không), gồm hai khẩu phía mũi và một khẩu phía đuôi. Vũ khí phòng không tầm gần bao gồm hai pháo Bofors 40 mm và tám pháo phòng không Oerlikon 20 mm. Con tàu có ba ống phóng ngư lôi Mark 15 21 inch (533 mm). Vũ khí chống ngầm bao gồm một dàn súng cối chống tàu ngầm Hedgehog Mk. 10 (có 24 nòng và mang theo 144 quả đạn); hai đường ray Mk. 9 và bốn máy phóng K3 Mk. 6 để thả mìn sâu. Thủy thủ đoàn đầy đủ bao gồm 200 sĩ quan và thủy thủ.
Halsted được đặt lườn như là chiếc Reynolds (DE-91) tại xưởng tàu của hãng Bethlehem-Hingham Steel Shipyard ở Hingham, Massachusetts vào ngày 28 tháng 7, 1943 và được hạ thủy vào ngày 14 tháng 10, 1943. Con tàu được chuyển giao cho Anh Quốc, thoạt tiên dưới cái tên Russell, và nhập biên chế cùng Hải quân Anh như là chiếc HMS Halsted (K556) vào ngày 3 tháng 11, 1943 dưới quyền chỉ huy của Hạm trưởng, Trung tá Hải quân John Rowe Westmacott.

## Lịch sử hoạt động
Halsted đã phục vụ dưới quyền Bộ chỉ huy Nore trong cuộc chiến tranh khi tham gia hộ tống vận tải ven biển và hoạt động tuần tra chống tàu ngầm tại eo biển Manche và Bắc Hải. Nó cùng các tàu frigate chị em Curzon (K513), Dakins (K550) và Ekins (K552) được cho đặt căn cứ tại Sheerness.
Halsted không tham dự trực tiếp vào cuộc đổ bộ Normandy vào ngày 6 tháng 6, 1944, nhưng đã hộ tống các tàu chở quân vận chuyển lực lượng tăng viện đi sang các bãi đổ bộ, và sau đó tuần tra trong đêm trước khi rút lui về Southend vào ngày hôm sau. Nó lại lên đường vào ngày 10 tháng 6, hộ tống một đoàn tàu chở quân khác hướng sang Normandy. Con tàu đang cùng Fernie (L11) (một tàu khu trục lớp Hunt) ở giữa eo biển Manche ngoài khơi Cherbourg, Pháp vào ngày hôm sau khi phát hiện sáu tàu phóng lôi E-boat đối phương trên màn hình radar lúc 01 giờ 40 phút; chúng tấn công Halsted nhưng bị đẩy lui. Đến 02 giờ 00 các tàu E-boat đối phương sắp xếp lại đội hình và tấn công lần nữa, một chiếc đã xâm nhập được vào khoảng giữa Halstead và đoàn tàu vận tải. Không kịp phản ứng, Halstead bị đánh trúng một quả ngư lôi phía trước cầu tàu và tháp pháo B; phần mũi tàu phía trước bị tách ra và đắm. Những tấm vách ngăn đã chịu đựng được giúp cho con tàu tàu tiếp tục nổi; tuy nhiên 21 thành viên thủy thủ đoàn của đã tử trận và có khoảng 40 người khác bị thương. Phần lườn tàu còn lại được kéo quay trở lại Portsmouth.
Được xem là một tổn thất toàn bộ do hư hại quá mức sửa chữa, Halsted được hoàn trả trên danh nghĩa cho Hoa Kỳ nhằm giảm bớt chi phí mà Anh phải trả cho Hoa Kỳ trong Chương trình Cho thuê-Cho mượn (Lend-Lease). Tuy nhiên con tàu vẫn được giữ lại Anh để làm nguồn cung cấp phụ tùng cho các con tàu khác. Nó được rút tên khỏi danh sách Đăng bạ Hải quân Hoa Kỳ vào ngày 13 tháng 11, 1944 và bị bán cho một hãng tại Hà Lan để tháo dỡ vào ngày 1 tháng 11, 1946 hoặc 28 tháng 3, 1947.